# شربل (فلم)
شربل هو فيلم ديني لبناني 2009 يجسد القديس مار شربل من إخراج نبيل لبون. وقد حصل الفيلم على ثلاث جوائز.

## طاقم التمثيل
- أنطوان بالابان - شربل
- إيلي متري - شربل
- جوليا قصار - والدة شربل
- غسان اسطفان - أنطون
- خالد السيد - بو علي
- طوني معلوف - الأب الحرديني
- عفيف شيا - دكتور نجيب
- علي الزين - ريشا

## وصلات خارجية
- الموقع الرسمي
- مقالات تستعمل روابط فنية بلا صلة مع ويكي بيانات